# San Juan de los Cayos (paroisse civile)
Pour les articles homonymes, voir San Juan de los Cayos.
San Juan de los Cayos est l'une des quatre paroisses civiles de la municipalité d'Acosta dans l'État de Falcón au Venezuela. Sa capitale est San Juan de los Cayos.

## Environnement
La moitié nord du territoire est occupée par la réserve de faune sauvage de Tucurere qui s'étend également sur les trois autres paroisses civiles de la municipalité d'Acosta : Capadare, La Pastora et Libertador.

## Démographie
Hormis sa capitale San Juan de los Cayos, la paroisse civile comporte plusieurs localités dont :
- Boca de Mangle
- Boca de Tocuyo (partagée avec Boca de Tocuyo)
- La Villa
- Los Boquerones
- San Juan de los Cayos